# Joventuts Socialistes Unificades
Les Joventuts Socialistes Unificades (JSU) foren fundades el març de 1936 com a resultat de la fusió de la Unió de Joventuts Comunistes d'Espanya del PCE i les Joventuts Socialistes d'Espanya. Desaparegueren durant la dècada de 1950 a l'anar ingressant la majoria dels seus quadres en el PCE, i en anar el PSOE impulsant la seva pròpia organització juvenil.

## Les JSU durant la Guerra Civil Espanyola
El 15 de gener de 1936 es va constituir el Front Popular. En les eleccions generals espanyoles de 1936, i després d'una dura i aferrissada campanya, la coalició frontpopulista va obtenir una clara majoria de diputats a les Corts, i va començar a aplicar el seu programa polític, que incloïa, entre altres coses, l'amnistia dels presos detinguts després de la Revolució de 1934. El març de 1936 es fusionen la UJCE i les JJ.SS. (FJS), donant lloc a les Joventuts Socialistes Unificades (JSU), després d'una entrevista d'ambdues delegacions amb la direcció de la IJC a Moscou, que ratifiquen les bases del que seria la nova organització.
Aquestes bases eren en l'essencial: defensa diària dels interessos de la joventut treballadora, educació en el marxisme-leninisme i l'internacionalisme proletari, capacitació dels joves obrers per a enfortir i desenvolupar l'organització i lluitar en l'avantguarda de la joventut, agrupant-la contra el feixisme i per la victòria del socialisme. La JSU va ingressar en la Internacional de la Joventut Socialista (IJS) amb unes condicions prèvies encaminades a l'acostament entre la IJC i la IJS. Amb l'ingrés de la JSU en la IJS, les relacions amb la IJC, lluny de disminuir, es van intensificar. L'experiència unitària de la JSU a Espanya es va convertir així en una referència per a les perspectives d'unificació entre la IJC i la IJS. A partir de llavors, les JSU van iniciar un període de fort creixement (arribant a agrupar prop de 250.000 afiliats pocs mesos després de la guerra) que es va combinar amb una activitat i en una importància creixents en l'organització militar del bàndol republicà: van arribar a formar els seus propis batallons entre les forces lleials a la República, que es van distingir particularment en la defensa de Madrid. Les aportacions de la JSU també van ser claus en la conformació de l'Exèrcit Regular Popular i en la coordinació juvenil. Un número significatiu dels seus membres arribaren a integrar-se en el "Cinquè Regiment". Antics militants del JSU com Manuel Tagüeña, posteriorment es convertirien en destacats oficials de l'Exèrcit Popular de la República (Tagüeña arribar a manar el XV Cos d'Exèrcit).
L'agost de 1937 es crea l'Aliança Juvenil Antifeixista, formada per: la joventut d'Unió Republicana, la joventut d'Esquerra Republicana de Catalunya, la joventut d'Esquerra Federal, la UFEH, la Joventut Sindicalista, les Joventuts Llibertàries, la Unió de Xiques i la JSU. A la tardor de 1938, diferents sectors socialistes, disconformes amb la radicalització de l'organització, van qüestionar el caràcter unitari de la JSU i van intentar atreure-la al camp d'influència del PSOE.

## Les JSU durant la postguerra
Després de la fi de la guerra, en 1939, la JSU es va veure sotmesa, com la resta d'organitzacions republicanes, a la persecució, empresonament i afusellament dels seus militants i quadres per part del bàndol nacional. Milers de joves espanyols, molts de la JSU, van passar als camps de concentració de França i Àfrica del Nord: en aquests anys l'organització es va plantejar com a objectiu prioritari salvar de la repressió als joves, a més de participar activament en la lluita guerrillera a Espanya a través, per exemple, de les seves dues divisions del maquis. A l'octubre de 1945, es va constituir a Londres la Federació Mundial de la Joventut Democràtica (FMJD) que va agrupar a organitzacions juvenils de 63 països. La JSU va ser una de les organitzacions fundadores, i va encoratjar a altres organitzacions progressistes espanyoles a adherir-se.

## La desintegració de les JSU
Des dels últims mesos de la guerra, diversos sectors de la joventut socialista van començar a plantejar-se la necessitat de desvincular-se de la JSU. Ja el 10 de març de 1939 es va formar a Madrid un embrió de recuperació de la Joventut Socialista d'Espanya. La celebració a França del Primer Congrés de la Joventut Socialista d'Espanya va suposar l'inici de l'abandó socialista de les JSU, que s'aniria consolidant al llarg dels anys cinquanta mitjançant el restabliment i enfortiment per part del PSOE de la seva pròpia organització juvenil, la JSE. A l'abandó socialista caldria sumar la progressiva integració de quadres de la JSU en el Partit Comunista d'Espanya. A l'octubre de 1961, el mateix Comitè Central del PCE liquidava l'organització juvenil unitària a l'apostar per la reconstitució de les seves pròpies joventuts, la Unió de Joventuts Comunistes d'Espanya (UJCE).